# Бабуна (горный массив)
Бабуна — горный массив в центре Северной Македонии, к северо-востоку от города Прилеп, расположен между северной частью котловины Пелагония и ущельем близ Велеса. Бабуна служит естественной границей отделяющей долину Прилепско-Поле Пелагонии на юго-западе (Пелагонийский регион) от долины реки Вардар (Вардарский регион) и историко-географическую-область Азот (или Бабуния) на северо-востоке. Массив связан с соседними горными массивами Якупицей на северо-западе и Селечкой на юго-востоке.
Самый высокие вершины массива: Козяк — 1748 м, Мукос — 1445 м и Кадийица — 1422 м. Основные горные породы из которых состоит массив: гранит и пегматит, также есть и другие породы. Горы богаты рудами (свинцовыми и др.).
Массив Бабуна изрезан глубокими долинами, и поэтому не столь высокие вершины выглядят как характерные пики. На его склонах есть хорошие пастбища, и поэтому развито овцеводство. Эти пастбища популярны особенно в холодные месяцы, когда отары спускаются с более высоких гор запада Македонии.  У подножия гор проходит дорога из Прилепа в Велес. Считается, что здесь проповедовал  поп Богомил, основатель богомилства.